# 顕宗 (朝鮮王)
顕宗（ヒョンジョン、けんそう、1641年3月15日 - 1674年9月17日）は、李氏朝鮮の第18代国王（在位：1659年 - 1674年）。諱は棩（木偏に「淵」の旁を合わせた文字）。字は景直。諡号は昭休衍慶敦徳綏成純文粛武敬仁彰孝大王（清国からの諡号は荘恪王）。第17代国王孝宗の第1王子。母は仁宣王后張氏。妃は金佑明の娘明聖王后。子女に粛宗、明善公主、明恵公主、明安公主。

## 生涯
丙子の乱以後、孝宗が瀋陽で人質として滞在した時に出生、李氏朝鮮の歴代国王の中では唯一、国外で生まれた人物である。
1644年、父より先に帰国。孝宗が即位するとき、世子に冊立された。1次礼訟論争（1659年）、2次礼訟論争（1674年）の時の王。1662年、大同法を湖南の山郡にも実施している。治世後半期に朝鮮半島を襲った未曾有の飢饉（庚辛大飢饉）と天災地変による試練を経験しただけでなく、礼訟の対応策にも腐心する中、33歳で薨去した。
清から贈られた諡号は、「荘恪王」である。諡号に「慎む恪」の文字を使用しており、朝鮮国王は従順であって欲しいという清の希望を読み取れるが、この諡号は、治世中の公式記録から徹底して取り除かれており、『朝鮮王朝実録』、朝鮮国王の行状、『陵誌文』といったほとんど全ての公式記録から取り除かれ、外交文書以外にはほとんど使用されなかった。『朝鮮王朝実録』は、清から諡号を授かった事実を記録するのみで贈られた諡号を記録していない。その理由は、「夷狄」とみなした清からの諡号を恥辱に感じていたからであり、表向きは清に対して朝貢・冊封の事大をおこない、恭順の姿勢を装うが、清に対する反発が拭い難く根付いていた。

## 家系
- 祖父: 仁祖（1595年 - 1649年）
- 祖母: 仁烈王后韓氏（1594年 - 1636年）
- 父: 孝宗（1619年 - 1659年）- 第17代国王
- 母: 仁宣王后張氏（1619年 - 1674年）
  - 姉: 淑慎公主（朝鮮語版）（1634年 - 1645年）
  - 姉: 淑安公主（1636年 - 1697年）
  - 姉: 淑明公主（朝鮮語版）（1640年 - 1699年）
  - 妹: 淑徽公主（1642年 - 1696年）
  - 妹: 淑静公主（朝鮮語版）（1645年 - 1668年）
  - 妹: 淑敬公主（朝鮮語版）（1648年 - 1671年）
  - 義姉: 義順公主（1635年 - 1662年）- 錦林君 李愷胤の娘。父孝宗の養女。
- 正室: 明聖王后金氏（1642年 - 1684年）- 清風府院君金佑明（朝鮮語版）の娘
  - 息子:粛宗 李焞（1661年 - 1720年）- 第19代国王
  - 娘:明善公主（朝鮮語版）（1660年 - 1673年）
  - 娘:明恵公主（朝鮮語版）（1665年 - 1673年）
  - 娘:明安公主 李温姫[3]（1667年 - 1687年）- 呉泰周（朝鮮語版）正室
  - 孫:英祖-第21代国王

## 登場作品
- 『馬医』(2012年～2013年、MBC、演：ハン・サンジン)